# Bateria Lembi
Bateria Lembi (ang. Lembi Battery), znana też jako Bateria Qala Lembi (malt. Batterija t’Għar il-Lembi, ang. Qala Lembi Battery) była to bateria artyleryjska w Sliemie na Malcie. Została zbudowana w roku 1757 przez Zakon Joannitów, była pomyślana jako element zewnętrznej obrony Fortu Manoel. Bateria stała się nieprzydatną w momencie budowy Fortu Tigné w roku 1795. Przez krótki okres, zanim została zburzona, używana była jako letnia rezydencja. W latach 1870., w pobliżu miejsca, gdzie stała Bateria Lembi, zbudowana została Bateria Cambridge.
Bateria była czasem określana również jako Fort Lembi, Wieża Lembi (ang. Lembi Tower) lub Reduta Lembi (ang. Lembi Redoubt).

## Historia
Bateria Lembi zbudowana została w roku 1757, i pomyślana była jako element zewnętrznej obrony Fortu Manoel, miała uniemożliwiać ostrzeliwanie przez atakującego wroga północnej flanki fortu. Bateria miała trókątną platformę artyleryjską i mały blokhauz przylegający do niej, była otoczona przez suchy rów obronny. Uzbrojenie stanowiło sześć dział 12-funtowych.
Bateria stała się bezużyteczna, kiedy w roku 1795 zbudowano Fort Tigné i jej działa zostały usunięte. Stała się letnią rezydencją rycerza Fra Amante de Farguesa.
W czasie blokady Francuzów 1798-1800, maltańscy powstańcy zbudowali kilka baterii w pobliżu byłej Baterii Lembi, w celu ostrzeliwania Fortu Tigné, zajętego w tym czasie przez Francuzów.
Bateria została zburzona w 2. połowie XIX wieku. W roku 1878, w pobliżu miejsca gdzie stała, rozpoczęto budowę Baterii Cambridge.